# Dorcadion oetalicum
Dorcadion oetalicum är en skalbaggsart som beskrevs av Maurice Pic 1902. Dorcadion oetalicum ingår i släktet Dorcadion och familjen långhorningar. Inga underarter finns listade i Catalogue of Life.